# Andrea Zoppini
Andrea Zoppini (Roma, 15 settembre 1965) è un giurista italiano, sottosegretario alla giustizia del Governo Monti dal 29 novembre 2011 al 15 maggio 2012.

## Biografia
Nato a Roma nel 1965, si è laureato con i pieni voti alla Sapienza di Roma. Ha studiato a Cambridge e Heidelberg ed è stato visiting scholar a Yale (1994 - 1995) e a New York (2000).
Ha insegnato diritto privato comparato e istituzioni di diritto privato all'Università di Sassari dal 1998 al 2002.
È professore ordinario di istituzioni di diritto privato all'Università degli Studi Roma Tre. Nella stessa facoltà ha insegnato analisi economica del diritto (cattedra "Franco Romani" istituita con il contributo della Banca d'Italia) e International Business Contracts and International Arbitration. La sua attività scientifica si incentra principalmente sul diritto privato dell'economia, con un approccio attento ai profili comparatistici, comunitari e di analisi economica.
Nel novembre 2011 è stato nominato sottosegretario alla giustizia del Governo Monti.
Il 15 maggio 2012 si è dimesso perché indagato per concorso in frode fiscale e dichiarazione fraudolenta dalla Procura di Verbania. L'indagine è stata successivamente archiviata dal Giudice delle indagini preliminari (con provvedimento del 13 agosto 2012, n. 2340) che ha accolto la richiesta avanzata in tal senso dalla stessa Procura della Repubblica.
Dal 2006 al 2011 è stato consigliere giuridico della Presidenza del Consiglio dei Ministri, consulente del Ministero dell’Economia e della Banca d’Italia.
È stato componente stabile del Comitato strategico per la piazza finanziaria italiana. È stato, tra le altre, componente della Commissione per la riforma del diritto societario, della Commissione per la riforma della legge sul risparmio, della Commissione per la riforma del diritto fallimentare, della Commissione per la riforma delle associazioni e fondazioni.
Ha fatto parte del Network of stakeholder experts on the Common Frame of Reference (CFR-net) istituito presso la Comunità europea.
È stato componente della Commissione d'Appello Federale della Federazione Italiana Giuoco Calcio e della Corte di Giustizia Federale V Sezione giudicante (doping, tesseramento, vertenze economiche, agenti calciatori).
In qualità di esperto in materie giuridiche, è stato componente del Comitato Etico del Policlinico A. Gemelli dell'Università Cattolica del Sacro Cuore.